# Église Saint-Thomas de Coeur d'Alene
Pour les articles homonymes, voir Église Saint-Thomas.
L’église Saint-Thomas est une église catholique située à Coeur d’Alene, dans l’État de l’Idaho, aux États-Unis.